# Osomatsu-kun
Osomatsu-kun (おそ松くん?) es una serie de manga escrita e ilustrada por Fujio Akatsuka, serializada en la revista Shōnen Sunday de Shogakukan desde 1962 a 1969. La serie gira en torno a un grupo de hermanos sixtillizos que causan todo tipo de travesuras. Se ha adaptado en dos series de anime diferentes del mismo nombre, la primera de las cuales fue producida por Studio Zero en 1966, y la segunda por Studio Pierrot en 1988. Fuji Television, Animax y South Korean emitieron en todo Japón. canal infantil Cartoon Network Korea. Una nueva serie de anime de Pierrot, Mr.Osomatsu, comenzó a emitirse en octubre de 2015 para celebrar el 80 cumpleaños de Akatsuka, con una adaptación de manga de Masako Shitara serializada en la revista You de Shueisha a partir de enero de 2016.

### Osomatsu-kun
Es una de las más antiguas series de animación japonesa, consta de dos series, la más antigua data de 1966, es un anime en blanco y negro compuesto de 104 episodios.
La segunda serie, más moderna y a color se creó en 1988, llegó hasta el máximo de 88 episodios. En 2015 volvió a la actualidad del anime con la secuela Osomatsu-san, la cual da un nuevo enfoque crítico a la animación, atacando sin tregua a los principales nombres del género. 

### Rerere no Tensai Bakabon
Por su parte las aventuras de Tensai Bakabon está compuesta por cuatro series diferentes sobre Bakabon, la última de ellas "Rerere no Tensai Bakabon", producida en 1999, es la que Jonu media mezcló con Osomatsu-kun para componer Cosas de Locos.

## Personajes

### Personajes de Osomatsu-kun
- Los sextillizos (Matsuno): Son seis hermanos idénticos, Osomatsu, Karamatsu, Choromatsu, Ichimatsu, Jyushimatsu y Todomatsu, son los personajes principales

- Koneho (Iyami): Koneho procede de Francia, un personaje pérfido y retorcido, es muy pobre y quiere hacerse rico pasándose por estar muerto, robar a la gente y luego venderlo, etc. Es el primo de Chibita y el enemigo de los hermanos Matsuno. Cuando va a algún restaurante se va sin pagar. Tiene un grito característico, Shi!

- Tetoko Metoko (Totoko): Una niña tan dulce como engreída y superficial. Casi todos están enamorados de ella, Koneho, Chibita, Hatabo, etc. Además, es la única niña que sale en la serie. Le gusta que la elogien y le digan lo bonita que es. Solo le importa ser el centro de atención

- Chibita: Es el pequeño de todos de la serie y el más sensible. Elabora planes malvados para Osomatsu y sus hermanos junto a Koneho.

- Matsuzo

- Matsuyo

- Hatabo Metenabo (Hatabo Dajoo): Es un niño a la altura de Chibita. Es muy amigo de Chibita. Está enamorado de Totoko.

- Dekapan: Es el inventor de la serie. Y también sale en algunos capítulos haciéndose pasar por otras personas, por ejemplo, Dios, el tío de los Hermanos Matsuno, etc.

- Dayon: (su nombre viene de la palabra japonesa "Dayo" que significa "así", pero terminada en "n" nasal, es algo parecido a que nosotros dijésemos "asín")

- Abuelo (Noojisan)

- Chikako

- Señor Honkan, policía. Le gusta disparar a lo loco sin parar.

- El perro nocturno

- Jajako

- Kemunpasu

- Beshi

- El abuelo de Rerere

- Nyarome

- Zukiko: Es la chica más popular del barrio después de Totoko.

### Familia Tontobón (Serie Tensai Bakabon)
- Papá Tontobón: Es el padre de Tontobón y Hajime. Siempre dice: ¡Esto es lo que hay!

- Tontobón: Es el hijo de papá Tontobón y mamá Tontobón y hermano mayor de Hajime. Es igual de tonto que su padre. Se lleva bien con él pero a veces se pelean por cosas sin importancia.

- Hajime: Es el hermano menor de Tontobón. Es dulce y un auténtico genio.

- Mamá Tontobón: Es una madre dulce y comprensiva. Se lleva muy bien con todos. Pero no le gustan a veces las bromas de su hijo.

- Can-guila: Es el que narra la historia.

## Estudio de doblaje
Su doblaje fue realizado por la empresa Dubbing Films S.L en Barcelona. En Valencia hicieron su propio doblaje para el canal Nou 2, al igual que en Galicia que hicieron su propio doblaje para el programa Xabarín Club y en País Vasco que también hicieron su propio doblaje y lo emitieron en ETB 1.

## Doblaje (Seiyuu)
| Personaje      | Actor Original Japonés           | Doblaje España   | [ 1 ] |
| -------------- | -------------------------------- | ---------------- | ----- |
| Osomatsu       | Yô Inoue                         | Elisa Beuter     |       |
| Todomatsu      | Megumi Hayashibara               | Mª Rosa Guillén  |       |
| Choromatsu     | Rika Matsumoto                   | Pilar Morales    |       |
| Karamatsu      | Mari Mashiba                     | Julia Chalmeta   |       |
| Jyushimatsu    | Naoko Matsui                     |                  |       |
| Ichimatsu      | Mari Yooko                       | Carmen Ambrós    |       |
| Chibita        | Mayumi Tanaka                    | Ana María Camps  |       |
| Iyami          | Kaneta Kimotsuki                 | Aleix Estadella  |       |
| Totoko         | Naoko Matsui                     | Carmen Ambrós    |       |
| Hatabô Dajoo   | Mari Mashiba                     | Ana Orra         |       |
| Dekapan        | Tôru ôhira                       | Jordi Estadella  |       |
| Dayon          | Takuzou Kamiyama (Kenichi ogata) | Rafael Turia     |       |
| Padre Osomatsu | Tetsuo Mizutori                  | Ramón Rocabayera |       |
| Madre Osomatsu | Mari Yooko                       | Azucena Díaz     |       |

## Lista de episodios
- Artículo principal: Anexo:Episodios de Osomatsu-kun

## Opening y Ending
- Opening 1966 「Bokura wa Muttsuko」(Somos los sextillizos)
- Opening 1988 「正調おそまつ節」 "seichou osomatsu bushi" (Párrafo de Osomatsu, la melodía ortodoxa)
- Ending 「Osomatsu Ondo」(El baile de Osomatsu)